# Jordanoleiopus antennalis
Jordanoleiopus antennalis es una especie de escarabajo longicornio del género Jordanoleiopus, tribu Acanthocinini, familia Cerambycidae. Fue descrita científicamente por Jordan en 1894.

## Distribución
Se distribuye por Camerún, Gabón, República Centroafricana, República Democrática del Congo, República del Congo y Sierra Leona.

## Descripción
La especie mide 4 milímetros de longitud. El período de vuelo ocurre en los meses de marzo, junio, octubre, noviembre y diciembre.